# Alice Golsen
Alice Golsen (geboren als Alice Goldstein; * 22. September 1889 in Wiesbaden; † 14. Juni 1940 in Großbritannien) war eine deutsche Experimentalphysikerin. Sie führte die erste präzise Vermessung des Strahlungsdrucks von Licht durch.

## Leben
Alice Golsen wurde 1889 in Wiesbaden unter dem Namen Alice Goldstein als Tochter von Henriette (geb. Strauss) und Carl Goldstein geboren. Im Jahr 1909 erhielt sie das Abitur am Lessing-Gymnasium in Karlsruhe, dem ersten Mädchengymnasium Deutschlands. Zu diesem Zeitpunkt führte sie bereits den Namen Golsen. Anschließend studierte sie in Heidelberg Physik und Mathematik auf Lehramt, schloss das Studium 1915 ab und nahm nach einem Praktikum in Offenburg dann 1916 den Schuldienst in Frankfurt auf. Im Jahr 1920 begann sie, neben ihrer Arbeit als Lehrerin, ihre Doktorarbeit bei Walther Gerlach und wurde im Mai 1924 an der Universität Frankfurt zum Dr. rer. nat. promoviert. 1933 wurde Golsen aufgrund des nationalsozialistischen Gesetzes zur Wiederherstellung des Berufsbeamtentums als Jüdin aus dem Schuldienst entlassen und musste schließlich 1939 aus Deutschland fliehen. 1940 nahm sie sich in ihrem britischen Exil das Leben.

## Wirken
In ihrer Doktorarbeit widmete Golsen sich der Vermessung des Strahlungsdrucks von Licht. Dass Licht Druck auf Oberflächen ausübt war zu diesem Zeitpunkt bereits bekannt und erste Experimente konnten den Strahlungsdruck von Licht bereits nachweisen (s. Geschichte und Nachweis des Strahlungsdrucks). Allerdings waren diese Messungen noch durch den Einfluss des Radiometereffekts, der durch adsorbiertes Gas im evakuierten Versuchsaufbau verursacht wird, beeinträchtigt. Durch einen verbesserten Versuchsaufbau, eine gründlichere Vorbereitung und durch die experimentelle Überprüfung der ausreichenden Desorption der Messapparatur konnte sie als erste Physikerin den Strahlungsdruck mit Genauigkeit im Prozentbereich bestimmen und damit bestätigen, dass der Strahlungsdruck proportional zur Energie der einfallenden Strahlung ist.

## Veröffentlichungen (Auswahl)
- Über eine neue Messung des Strahlungsdrucks. In: Annalen der Physik. Band 378, Folge 7–8, Januar 1924[5]